# لوران دی لورتو
لوران دی لورتو (انگلیسی: Laurent Di Lorto؛ ۱ ژانویه ۱۹۰۹ – ۲۸ اکتبر ۱۹۸۹) بازیکن فوتبال اهل فرانسه بود.
از باشگاه‌هایی که در آن بازی کرده‌است می‌توان به باشگاه فوتبال سوشو و باشگاه فوتبال المپیک مارسی اشاره کرد.
وی همچنین در تیم ملی فوتبال فرانسه بازی کرده‌است.